# Naratettix inornatus
Naratettix inornatus är en insektsart som först beskrevs av Matsumura 1920.  Naratettix inornatus ingår i släktet Naratettix och familjen dvärgstritar. Inga underarter finns listade i Catalogue of Life.